# Jarkko Hurme
Jarkko Erkki Hurme (ur. 4 czerwca 1986 w Oulu) – fiński piłkarz grający na pozycji obrońcy w Seinäjoen Jalkapallokerho.

## Kariera klubowa

### Kariera juniorska
Karierę rozpoczął w Oulun Luistinseura, w którym grał do 2003. W 2004 grał w AC Oulu.

### Kariera profesjonalna
W październiku 2004 został zawodnikiem Rovaniemen Palloseura. W sierpniu 2005 wyjechał na testy do Udinese Calcio, które ostatecznie zdecydowało się na podpisanie pięcioletniego kontraktu z zawodnikiem. We włoskim klubie zadebiutował 28 sierpnia 2006 w meczu trzeciej rundy Pucharu Włoch z US Arezzo. W lipcu 2007 został zawodnikiem Hellas Werona. W sierpniu 2009 wrócił do AC Oulu. W listopadzie 2010 przedłużył kontrakt z zespołem na sezon. W kwietniu 2011 przeszedł do Turun Palloseura. W listopadzie 2013 podpisał dwuletni kontrakt z Odds BK obowiązujący od 1 stycznia 2014. W listopadzie 2015 podpisał dwuletni kontrakt z Seinäjoen Jalkapallokerho.

## Kariera reprezentacyjna
W barwach reprezentacji do lat 17 rozegrał 3 mecze na MŚ U-17 2003. W seniorskiej reprezentacji zadebiutował 1 czerwca 2012 w rozegranym w ramach Baltic Cup 2012 wygranym 2:1 spotkaniu z Estonią, w którym wszedł na boisko w 63. minucie. W finałowym meczu tego turnieju z Łotwą, który Finlandia przegrała po rzutach karnych, Hurme nie wykorzystał „jedenastki” w swojej kolejce.